# Metoda wodna
Metoda wodna (ang. The Water-Method Man) – druga powieść amerykańskiego pisarza Johna Irvinga, wydana w 1972 roku przez wydawnictwo Random House. Zawiera wiele elementów charakterystycznych dla prozy tego pisarza: część jej akcji osadzona jest w Nowej Anglii i Wiedniu; opowiada historię pisarza i prostytutki.
Książka opowiada historię Freda Trumpera, który z powodu swoich problemów ze związkami i notorycznymi kłamstwami otrzymał przezwisko Blagier. Używając nieliniowej narracji, Irving miesza elementy komediowe i elementy patosu.
W Polsce została po raz pierwszy wydana w 1998 roku nakładem wydawnictwa Prószyński i S-ka przekładzie Wacława Niepokólczyckiego w ramach serii Biblioteczka Interesującej Prozy. Wydanie liczyło 412 stron (ISBN 83-7337-234-2). Została wznowiona przez to samo wydawnictwo we wrześniu 2009 roku; wydanie to liczyło 304 strony (ISBN 978-83-7648-188-3).